# پایه کابریول

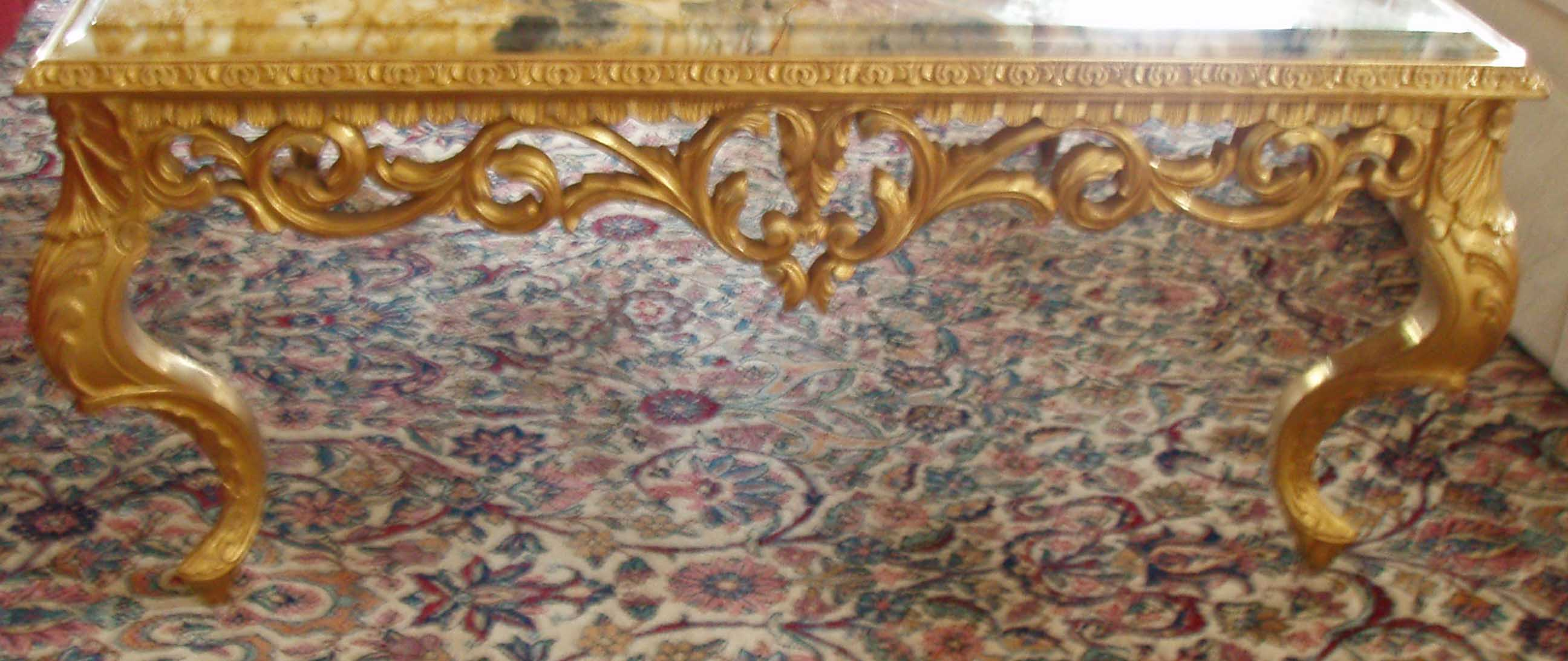
میزی با پایهٔ کابریول‌ و پوشش مرمری

پایهٔ کابریول نوعی پایه در طراحی مبلمان هست. این پایه در دو قسمت قوس دارد. قوس ابتدایی برآمده و قوس انتهایی فرورفته هست؛ و محور هر دو قوس در یک صفحه قرار دارد. طراحی پایهٔ کابریول برگرفته از پای برخی پستانداران، به‌ویژه سم‌داران هست و انتهای آن به سُم‌ شباهت دارد.
پایهٔ کابریول در چین و یونان باستان به کار برده می‌شد. در ابتدای قرن هفدهم، این‌ طراحی در اروپا مطرح شد؛ و پایهٔ کابریول در فرانسه، انگلستان، و هلند، با قوس بیشتری ساخته می‌شد.

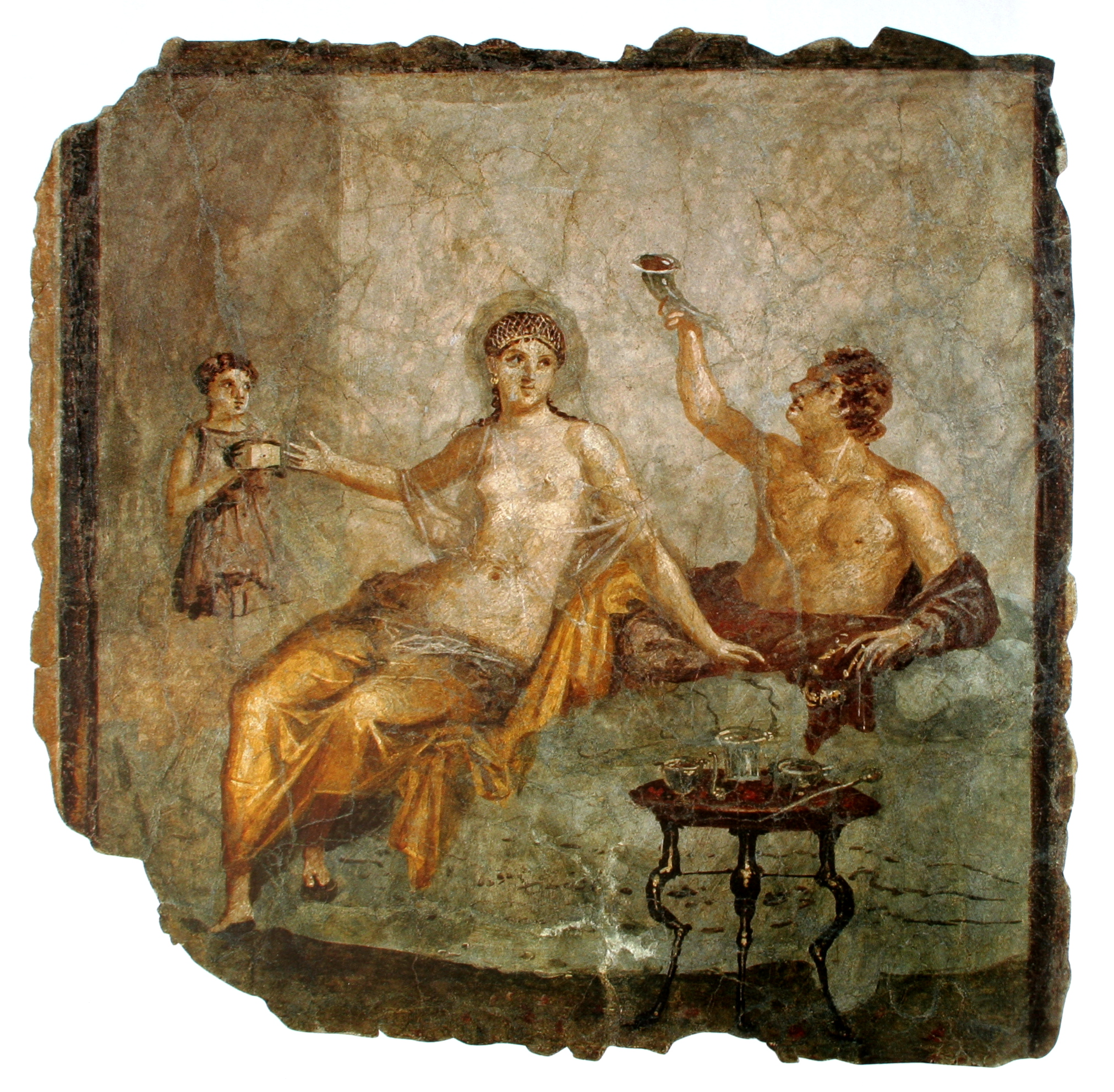
میزی با پایهٔ کابریول. ایتالیا، هرکولانیوم، قرن اول میلادی.

برخی مورخان معتقدند که پایهٔ کابریول، نماد مبلمان قرن هجدهم هست. در انگلستان، پایهٔ کابریول مشخصه مبلمانی بود که در دوره ملکه آن و چیپندیل طراحی می‌شد. این‌ پایه در فرانسه با مبلمان دوره لویی پانزدهم پیوند خورده هست.